# Kingston Springs
Kingston Springs és una població dels Estats Units a l'estat de Tennessee. Segons el cens del 2000 tenia 2.773 habitants.

## Demografia
Segons el cens del 2000, Kingston Springs tenia 2.773 habitants, 983 habitatges, i 809 famílies. La densitat de població era de 109,6 habitants/km².
Dels 983 habitatges en un 43% hi vivien nens de menys de 18 anys, en un 69,1% hi vivien parelles casades, en un 8,9% dones solteres, i en un 17,7% no eren unitats familiars. En el 13% dels habitatges hi vivien persones soles el 3,2% de les quals corresponia a persones de 65 anys o més que vivien soles. El nombre mitjà de persones vivint en cada habitatge era de 2,82 i el nombre mitjà de persones que vivien en cada família era de 3,1.
Per edats la població es repartia de la següent manera: un 28,5% tenia menys de 18 anys, un 6,9% entre 18 i 24, un 33,1% entre 25 i 44, un 25,5% de 45 a 60 i un 6% 65 anys o més.
L'edat mediana era de 37 anys. Per cada 100 dones de 18 o més anys hi havia 94,5 homes.
La renda mediana per habitatge era de 58.490 $ i la renda mediana per família de 60.125 $. Els homes tenien una renda mediana de 41.543 $ mentre que les dones 30.650 $. La renda per capita de la població era de 24.519 $. Entorn del 5,9% de les famílies i el 8,4% de la població estaven per davall del llindar de pobresa.

## Poblacions més properes
El següent diagrama mostra les poblacions més properes.